# Ariosoma anago
Ariosoma anago és una espècie de peix pertanyent a la família dels còngrids.

## Descripció
- Pot arribar a fer 60 cm de llargària màxima.[6][7]

## Hàbitat
És un peix marí, demersal i de clima tropical.

## Distribució geogràfica
Es troba a Austràlia, la Xina (incloent-hi Hong Kong), l'Índia, Indonèsia, el Japó, Corea del Nord, Corea del Sud, Malàisia, Moçambic, Nova Caledònia, les illes Filipines, Sri Lanka, Taiwan i el Vietnam.

## Observacions
És inofensiu per als humans.